# Зуут Уомън
„Зуут Уомън“ е британска електронна група, състояща се от Адам Блейк, Джони Блейк и Стюарт Прайс. Изпълненията им на живо са подкрепяни от Жасмин О'Мера (бас, вокали, синтезатори).
Извън „Зуут Уомън“ Прайс и Блейк имат собствен музикален проект под името Paper Faces. С този псевдоним работят върху ремикси за артисти като Мадона, Scissor Sisters и продуценти като Felix Da Housecat и Pete Tong.

## Дискография

### Албуми
- 2009 – Things Are What They Used To Be
- 2003 – Zoot Woman
- 2001 – Living In A Magazine

### Сингли
- 2009 – Memory
- 2009 – Just A Friend Of Mine
- 2009 – We Won't Break (преиздаден)
- 2008 – Live In My Head
- 2007 – We Won't Break
- 2004 – Taken It All
- 2003 – Grey Day
- 2003 – Gem
- 2001 – Living In A Magazine
- 2001 – You & I
- 2000 – It's Automatic
- 1997 – Chasing Cities
- 1996 – Sweet To The Wind